# Clase Arethusa (1913)

Los 8 cruceros clase Arethusa fueron los primeros cruceros ligeros que alistó la Royal Navy que, hasta entonces y como en otras Armadas nacionales, sólo construían cruceros protegidos.

## Características y transformaciones
Los "Arethusa" fueron alistados en el bienio 1914-1915, participando todos en el conflicto mundial, y se trataba de unidades ligeras con un desplazamiento normal de 3500 toneladas y con capacidad de alcanzar una velocidad de 29 nudos. Sin embargo, el armamento principal aún seguía concebido según las teorías del crucero protegido, en cuanto que no era de tipo monocalibre, sino de calibres mixtos, con piezas de 152 y de 102 mm.
Durante el desarrollo de las operaciones, a excepción del Arethusa hundido al chocar con una mina cerca de Felixstowe el 11 de febrero de 1916, el armamento de estos buques sufrió diversas modificaciones hasta el final de la guerra, y acabó por estar compuesto, manteniendo los mismos tubos lanzatorpedos, de la siguiente forma:
- Galatea, Inconstant, Phaeton y Royalist: 3 cañones de 152 mm/50, 4 cañones de 102 mm/50 y 2 cañones antiaéreos 76 mm/50.
- Penelope: Igual a los anteriores pero con 1 cañón antiaéreo de 102 mm/45 en lugar de los 2 de 76 mm.
- Undaunted: 2 cañones de 152 mm/50, 6 cañones de 102 mm/50, 1 cañón AA de 102/45 mm y 2 cañones AA de 40 mm.
- Aurora: Igual al anterior pero con un armamento antiaéreo compuesto solo por 2 cañones de 76 mm/50.

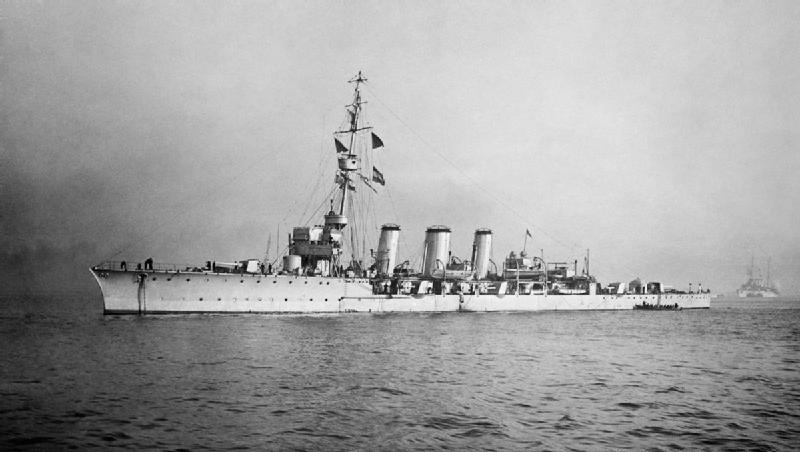
El HMS Galatea en 1914.

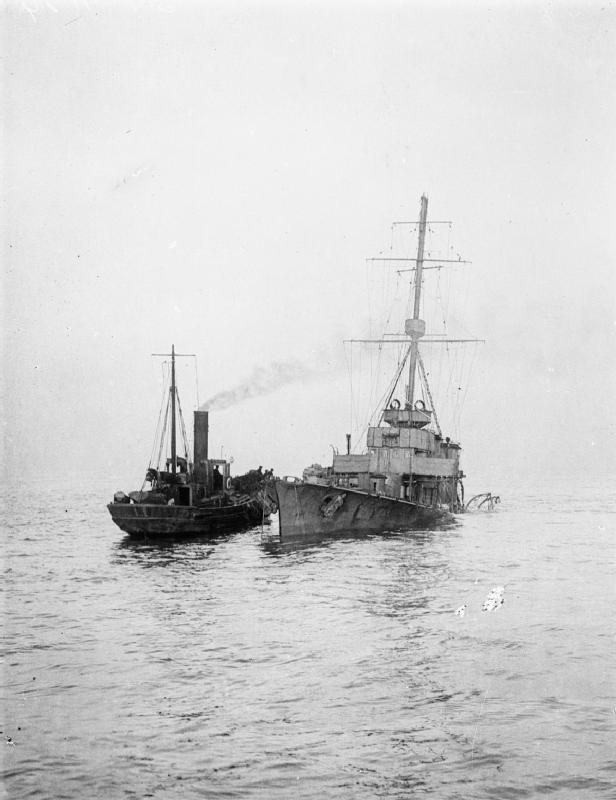
El HMS Arethusa semihundido por una mina.

La adopción en estas unidades de calderas a nafta llevó consigo la desaparición de las carboneras, situadas lateralmente sobre la parte inclinada de la cubierta acorazada. Esto implicó la eliminación de la protección confiada a la cubierta interna, en favor de una coraza lateral externa, que se convertiría en el sistema protector típico de los cruceros ligeros británicos hasta finales de la Primera Guerra Mundial.

## Historial de los buques
- HMS Arethusa - Participó en las batallas de Helgoland (28-08-1914) y Dogger Bank (24-01-1915). Hundido por una mina cerca de Felixtowe el 11 de febrero de 1916.
- HMS Aurora - Tomó parte en el hundimiento del corsario alemán Meteor el 9 de agosto de 1915. Transferido a la Royal Canadian Navy en noviembre de 1920. Vendido para su desguace en agosto de 1927.
- HMS Galatea - También tomo parte en el hundimiento del corsario alemán Meteor. Combatió en la batalla de Jutlandia el 31 de mayo de 1916. Vendido para su desguace el 25 de octubre de 1921.
- HMS Inconstant - También tomo parte en la batalla de Jutlandia. Vendido para su desguace el 9 de junio de 1922.
- HMS Penelope - Dañado por un torpedo del submarino alemán UB-29 el 25 de abril de 1916, pero reparado. Vendido para su desguace en octubre de 1924.
- HMS Phaeton - Combatió en los Dardanelos en 1915. También tomo parte en la batalla de Jutlandia. Vendido para su desguace el 16 de enero de 1923.
- HMS Royalist - También participó en la batalla de Jutlandia. Vendido para su desguace el 24 de agosto de 1922.
- HMS Undaunted - Tomo parte en la batalla de Texel el 17 de octubre de 1914. Vendido para su desguace el 9 de abril de 1923.